# Jeon Ki-Young
Jeon Ki-Young (Koreaans: 전기영) (Cheongju, 11 juli 1973) is een Zuid-Koreaans voormalig judoka. Jeon werd driemaal wereldkampioen judo en won tijdens de Olympische Zomerspelen 1996 de gouden medaille in het middengewicht.

## Resultaten
- Wereldkampioenschappen judo 1993 in Hamilton  in het halfmiddengewicht
- Wereldkampioenschappen judo 1995 in Chiba  in het middengewicht
- Aziatische kampioenschappen judo 1995 in New Delhi  in het middengewicht
- Olympische Zomerspelen 1996 in  in Atlanta in het middengewicht
- Aziatische kampioenschappen judo 1996 in Ho Chi Minhstad  in het middengewicht
- Wereldkampioenschappen judo 1997 in Parijs  in het middengewicht

1964: Isao Okano ·
1972: Shinobu Sekine ·
1976: Isamu Sonoda ·
1980: Jürg Röthlisberger ·
1984: Peter Seisenbacher ·
1988: Peter Seisenbacher ·
1992: Waldemar Legień ·
1996: Jeon Ki-Young ·
2000: Mark Huizinga ·
2004: Zoerab Zviadaoeri ·
2008: Irakli Tsirekidze · 
2012: Song Dae-nam · 
2016: Mashu Baker · 
2020: Lasja Bekaoeri · 
2024: Lasja Bekaoeri